# Ptychadena christyi
Ptychadena christyi é uma espécie de anfíbio da família Ranidae.
Pode ser encontrada nos seguintes países: República Democrática do Congo e Uganda.
Os seus habitats naturais são: florestas subtropicais ou tropicais húmidas de baixa altitude e marismas intermitentes de água doce.